# Bután en los Juegos Olímpicos de Barcelona 1992
Bután estuvo representado en los Juegos Olímpicos de Barcelona 1992 por un total de 6 deportistas, 3 hombres y 3 mujeres, que compitieron en tiro con arco.
El portador de la bandera en la ceremonia de apertura fue el tirador con arco Jubzang Jubzang. El equipo olímpico butanés no obtuvo ninguna medalla en estos Juegos.